# Щигри
Щигри́ — місто в Курській області Росії. В місті знаходиться адміністративний центр Щигровського муніципального району, при цьому місто є самостійним муніципальним утворенням в складі Курської області — міський округ Щигри.
Населення — 17 693 жителів (2009).
Місто розташоване на річці Щигор, за 61 км на північний схід від Курська.
Місто з 1979 року, входить в Перелік історичних міст Росії.

## Уродженці
- Бурцева Таїсія Миколаївна (1924—1997) — українська співачка (драматичне сопрано), педагог, громадський діяч. Заслужена артистка УРСР (1956). Професор.
- Євген Ващенко (1887—1979) — болгарський художник українського походження, графік, живописець, сценограф.
- Іванов Ілля Іванович (1870—1932) — російський біолог зі спеціалізацією в області штучного запліднення та внутрішньовидової гібридизації тварин. Брав участь у спробах вивести гібрид людини з іншими приматами.
- Попов Микола Інокентійович (*1950) — український композитор. Заслужений діяч мистецтв України (1999).
- Спаський Василь Лукич (1831—1884) — український педагог і освітній діяч у Харкові.

## Фотографії
- Будівля міської адміністрації

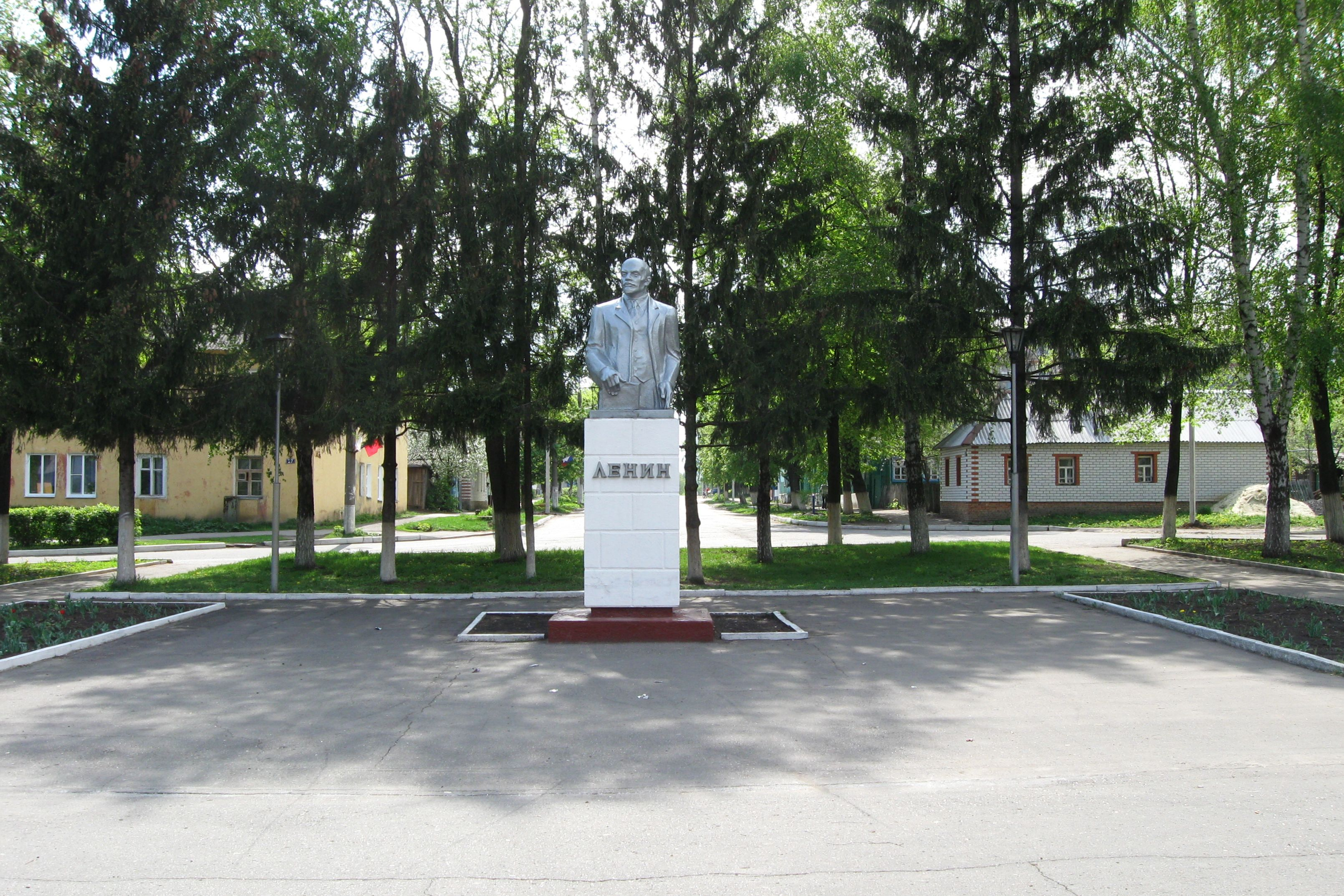
Пам'ятник Леніну на центральній площі
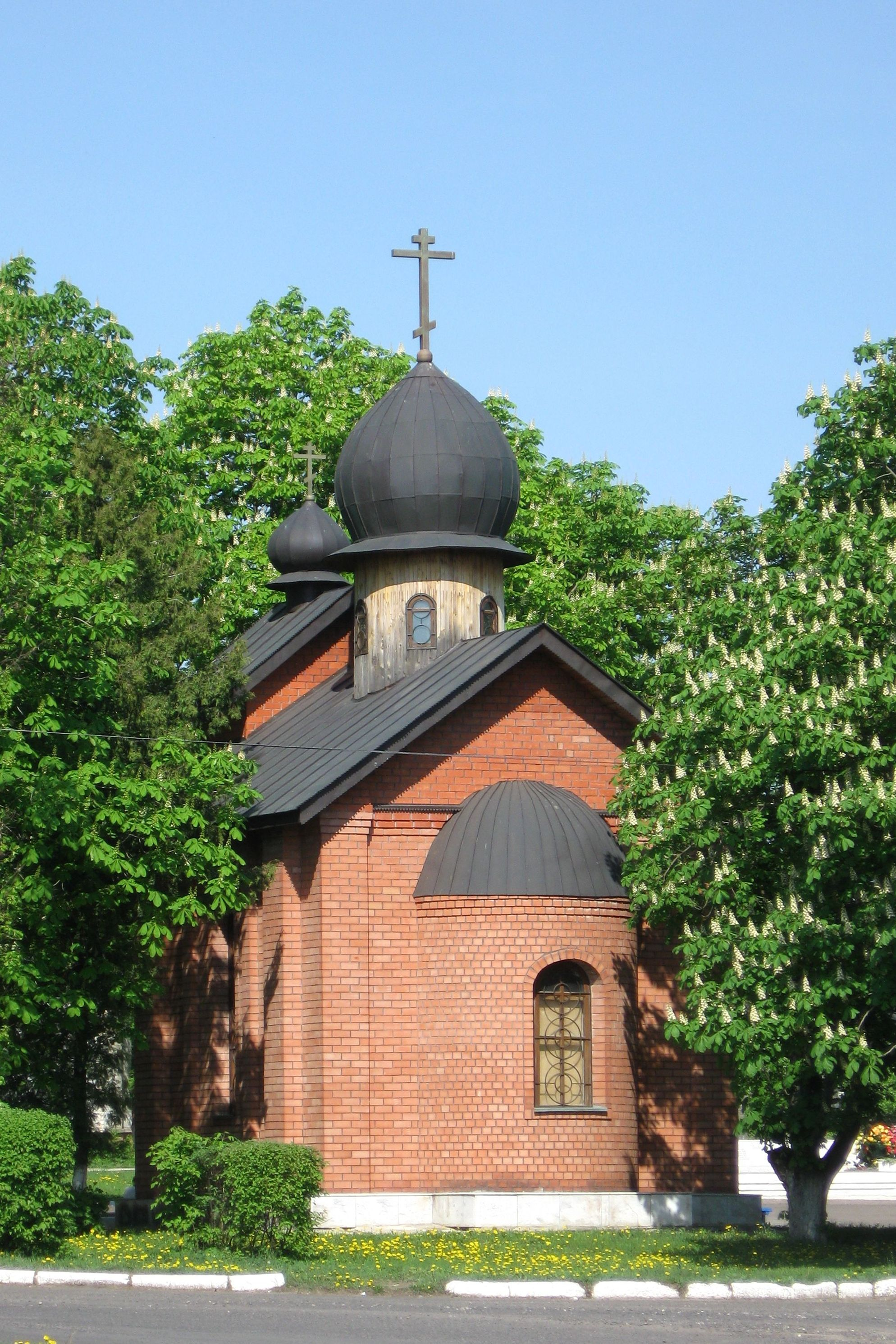
Каплиця на площі Перемоги